# 迪韋特·侯活
德懷特·大衛·侯活二世（英語：Dwight David Howard II，1985年12月8日—）為美國男子籃球運動員，場上主打中鋒位置。侯活生於喬治亞州亚特兰大，外號魔獸、超人，生涯已入選8次NBA全明星赛、8次NBA最佳阵容和3次NBA年度最佳防守球员等殊榮。

## 早年生活
霍華德出生於亞特蘭大。霍華德的母親在他出生前經過七次流產，霍華德的父親將這個倖存下來的孩子稱為“奇蹟之子（the Miracle Baby）”。霍華德9歲左右開始認真對待籃球 。

## 高中生涯
霍華德高中就讀西南阿特蘭大基督教書院，主要擔任大前鋒，總計出賽129場，場均16.6分、13.4個籃板和6.3次阻攻 高中四年級時，霍華德帶領球隊取得了31勝2敗的戰績，獲得了2004年的州冠軍，同時場均25分、18個籃板、8.1次阻攻和3.5次助攻。同年，他被公認為美國最佳高中籃球運動員，並獲得了奈史密斯年度最佳高中球員、佳得乐高中篮球年度最佳球员、佳得樂年度最佳國家球員和麥當勞高中全明星賽最佳球員榮譽。他也和J·R·史密斯都是麥當勞全美比賽男子最有價值球員 。2012年1月31日，霍華德被評為全美麥當勞最佳35人之一。

## 職業生涯

### 奥兰多魔术（2004−2012）

#### 2004-2005新秀赛季

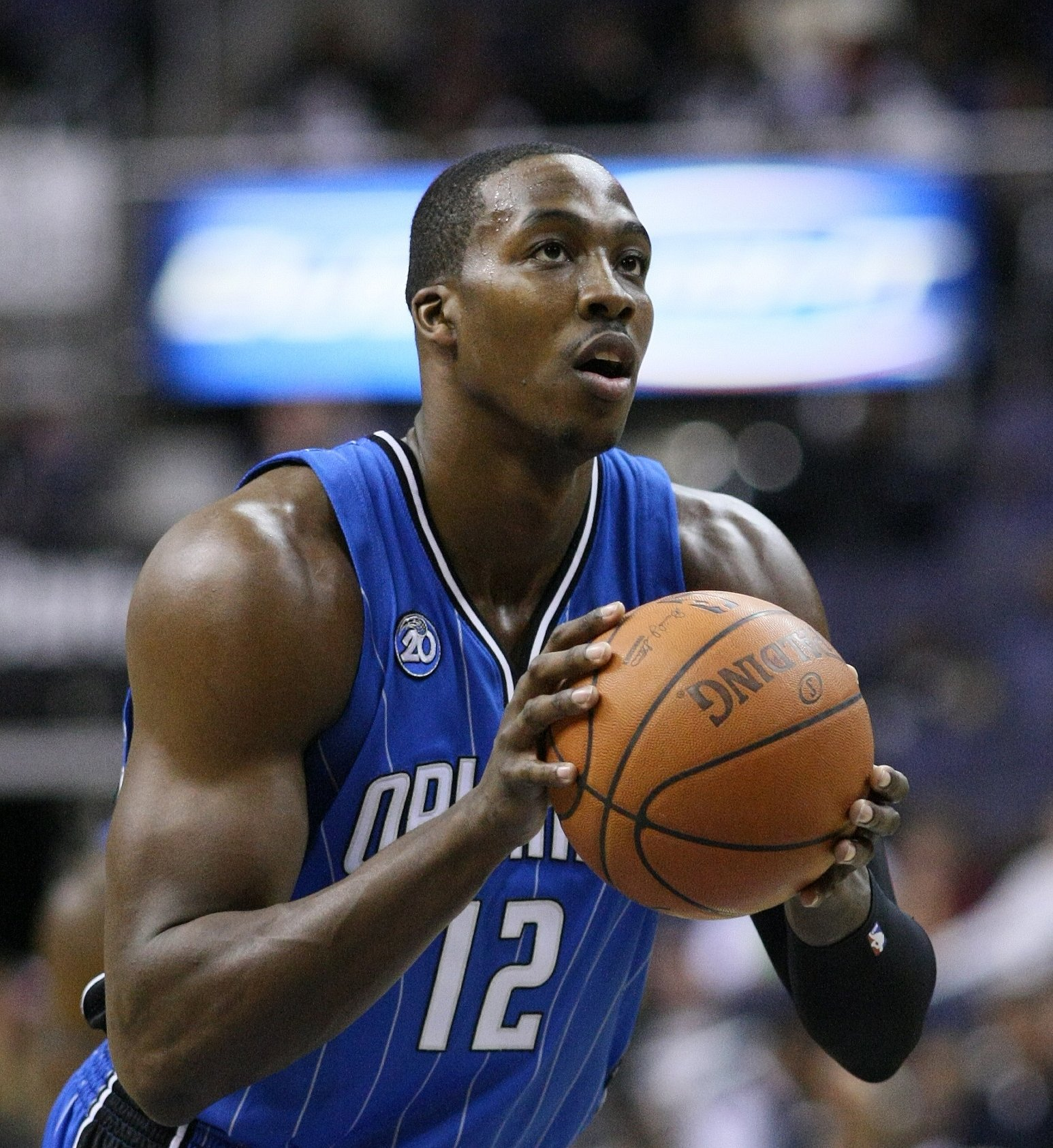
霍華德在罰球

由於霍华德在高中良好的表現，他放棄继续在大學打籃球而參加了2004年NBA選秀。最後被奧蘭多魔術以全聯盟第一名選中（由於聯盟在2006-07賽季起，規定高中球員不能直接跳級進入NBA，因此霍华德成為NBA史上最後一位高中選秀狀元）。霍华德以场均12.7分及10.0個籃板球的成绩完成他第一個NBA赛季。他是以两双成绩完成常規賽的最年轻球员。他亦以平均10個籃板以及單場比賽中奪得20個籃板的最年輕球員。他亦是NBA歷史上第一名球員以高中直接加入聯盟並在第一個球季出賽82場的球員。由於在防守的表演非常突出，最終被評審團一致選為NBA新人一隊。不過卻在NBA最佳新秀投票中負於埃米卡·奥卡福以及本·高登（該年的新人王是埃米卡·奥卡福）。

#### 2005-2006赛季

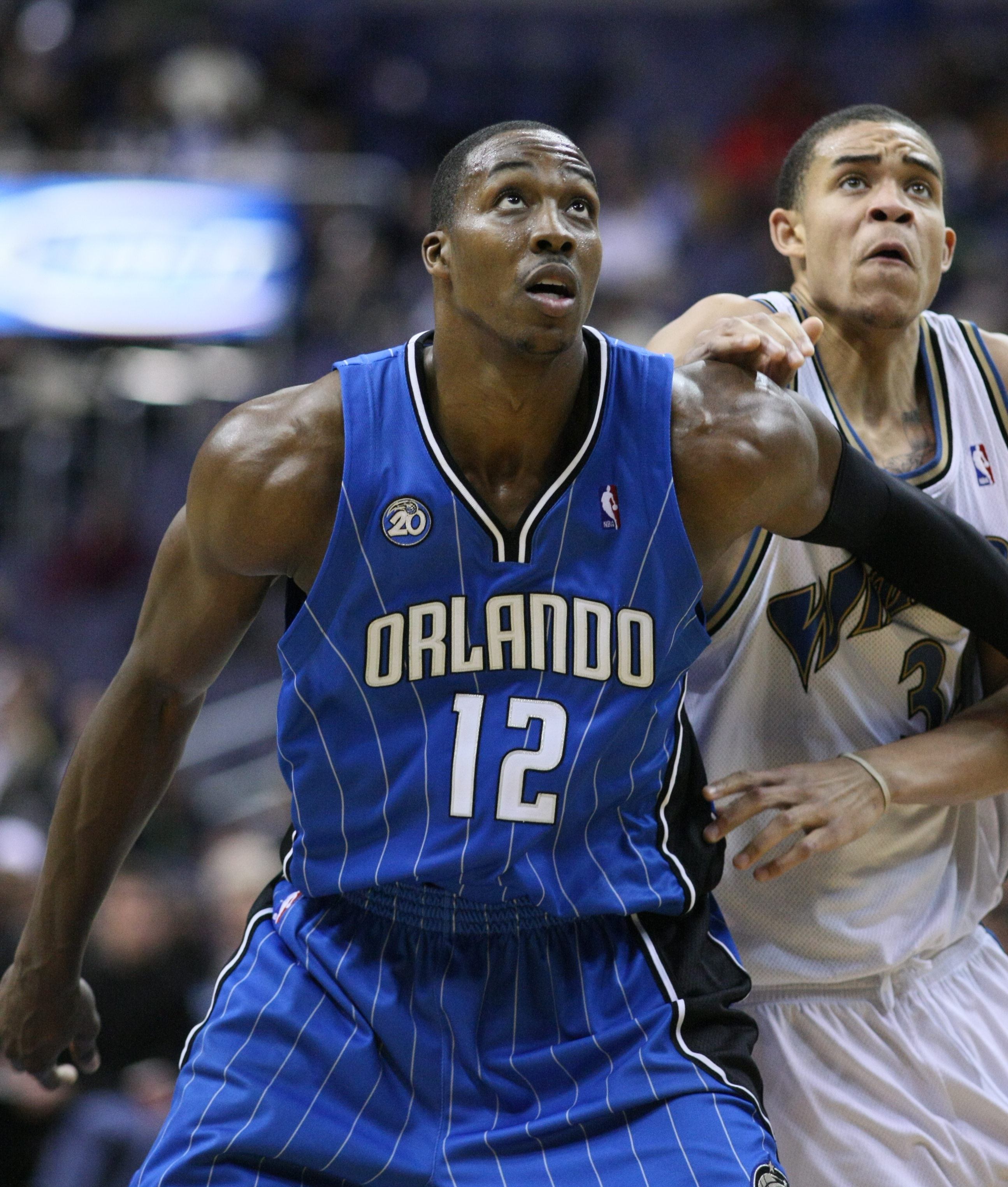
霍華德与华盛顿奇才的贾维尔·麦基三秒区卡位

霍华德在2005年－2006年球季繼續有出色的表現。2005年11月15日對夏洛特山貓的比賽中，取得21分及20個籃板。成為最年輕取得超過20分及20個籃板的球員。此外他在NBA新秀挑战赛中，為二年生隊的成員之一。他在該季平均取得15.8分以及12.5個籃板。

#### 2006-2007赛季
接著在2006年－2007年球季，霍华德被選為NBA全明星賽東區全明星的球員之一。取得20分及12個籃板。一星期內，對多倫多速龍取得32分，刷新了個人最佳成績。接著在4月14日對費城76人比賽，個人取得35分。霍华德第一次进入NBA季後賽。不過魔術隊在季後賽首圈被底特律活塞淘汰出局。霍华德最終被選為全NBA三隊。

#### 2007-2008赛季
在2007－2008年球季，霍华德持續被選為NBA全明星賽東區全明星的球員之一。並且以每場14.2個籃板成為賽季籃板王。每場得分首度超過20分，被認為是東區最強中鋒，並入選全NBA第一隊。季末帶領魔術隊打進分區半決賽，但以4:1被活塞隊淘汰。

#### 2008-2009赛季
2008－2009年球季，霍华德更加成熟，並成為球隊的領袖，帶領魔術在常規賽取得59勝23負的成績排在東區第三。他以每場13.8個籃板保持籃板王的頭銜，還以每場2.9個封阻成為封阻王，因此而入選全NBA防守第一隊和NBA第一隊，也奪得最佳防守球員。他以3,150,181票獲選成為NBA全明星賽東區全明星的球員之一，打破姚明保持的全明星得票記錄。在季後賽，他帶領魔術打進總決賽，但最後以4:1輸給科比·布萊恩帶領的湖人隊。

#### 2009-2010赛季

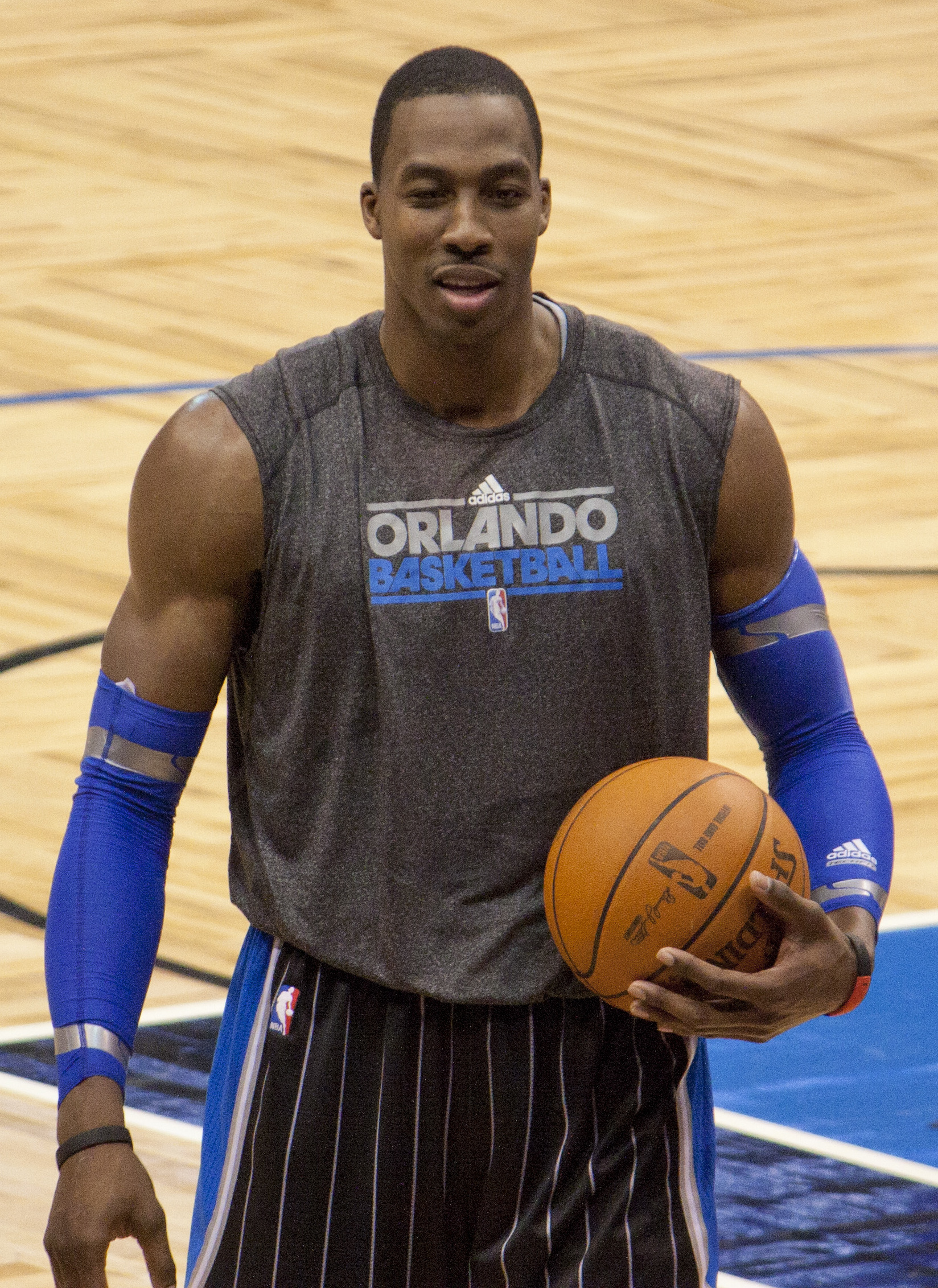
霍华德在2010年的一场比赛前热身

2009－2010年球季，霍华德再度帶領魔術在常規賽與去年球季戰績一樣取得59勝23負的成績排在東區第二。他以每場13.2個籃板保持籃板王的頭銜，還以每場2.8個封阻成為封阻王，因此而入選全NBA防守第一隊，也再度奪得最佳防守球員。他以2,360,096票獲選成為NBA全明星賽東區全明星的球員之一，在季後賽，他帶領魔術打進東區冠軍賽，但最後以4:2輸給保罗·皮尔斯帶領的波士頓塞爾提克。

#### 2010-2011赛季

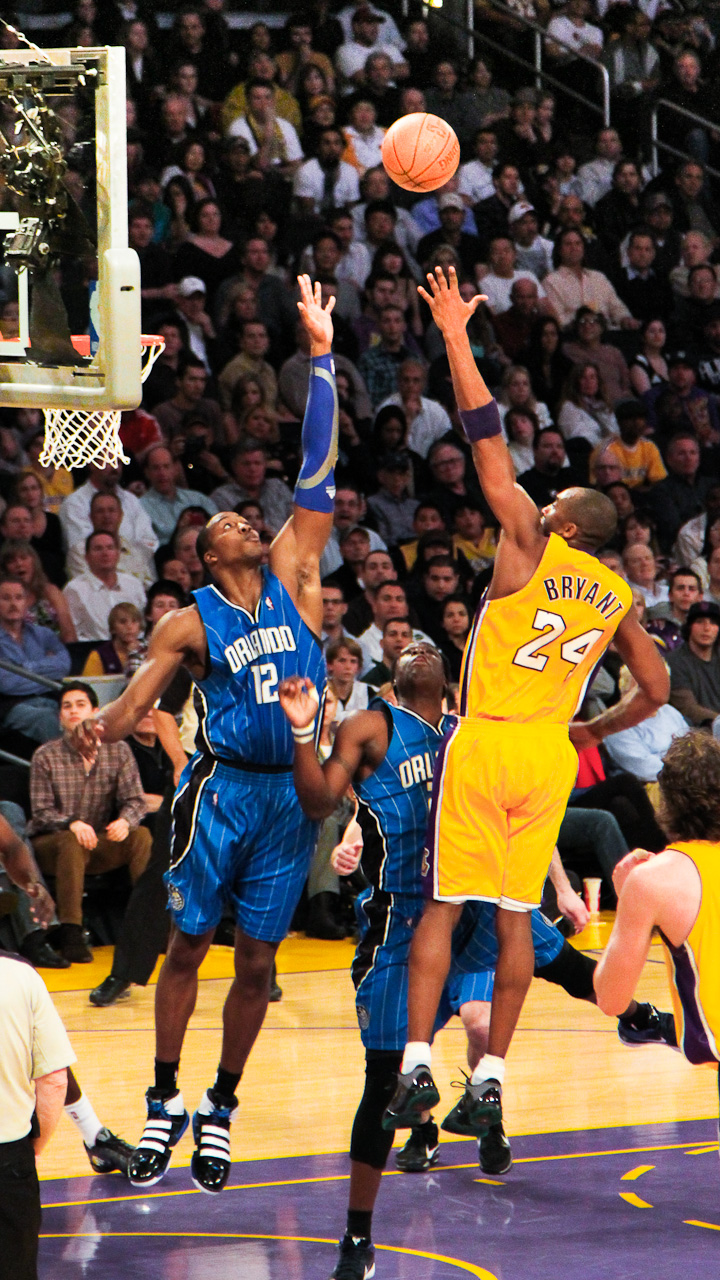
霍华德尝试封盖湖人队科比的投篮

2010－2011年球季，霍华德再度帶領魔術在常規賽取得52勝30負的成績排在東區第四。他以每場14.1個籃板，還以每場2.4個封阻，入選全NBA防守第一隊，也再度奪得最佳防守球員。他以2,099,204票獲選成為NBA全明星賽東區全明星的球員之一，在季後賽，他帶領魔術打進季後賽第一輪，但最後以4:2輸給喬·強森帶領的亚特兰大老鹰。

#### 2011-2012赛季
2011－2012年球季，由于赛季开始前的劳资谈判未能达成一致，本賽季直到2011年12月26日才正式開始，霍华德再度帶領魔術在常規賽取得37勝29負的成績排在東區第六。他以每場14.5個籃板奪得籃板王，還以每場2.4個封阻，入選全NBA防守第一隊，也入獲得NBA全明星第一队。他以1,600,390票獲選為票數最多的球員，也成為NBA全明星賽東區全明星的球員之一，在季後賽他帶領魔術打進季後賽第一輪，但最後以4:1輸給保罗·乔治帶領的印第安那溜馬。隨後魔術隊總教練斯坦·范甘迪被開除，而侯活離開魔術隊。

##### 2012年转队湖人队
在2012年中發生一個涉及四個球隊的交易（洛杉磯湖人、奧蘭多魔術、費城七六人和丹佛金塊）。湖人將安德鲁·拜纳姆送到七六人，並從魔術手上得到霍华德，金塊將阿隆·阿法拉罗和艾尔·哈林顿送到魔術隊，得到七六人的安德烈·伊格达拉，七六人則是分別從魔術與湖人手上獲得安德鲁·拜纳姆與贾森·理查德森，至於魔術除了阿夫拉羅和哈靈頓外，還獲得七六人的尼古拉·武切维奇和首輪新秀哈克雷斯·莫里斯，以及這三支球隊手上各一枚具保護的未來首輪選秀權。
湖人如願拿下霍华德，同時只送出拜纳姆。為了完成湖人在NBA的霸業，科比·布莱恩特、德怀特·霍华德、史蒂夫·纳什和保罗·加索尔合組新的紫金軍團，名為「新F4」。

### 洛杉矶湖人（2012−2013）

#### 2012-2013赛季

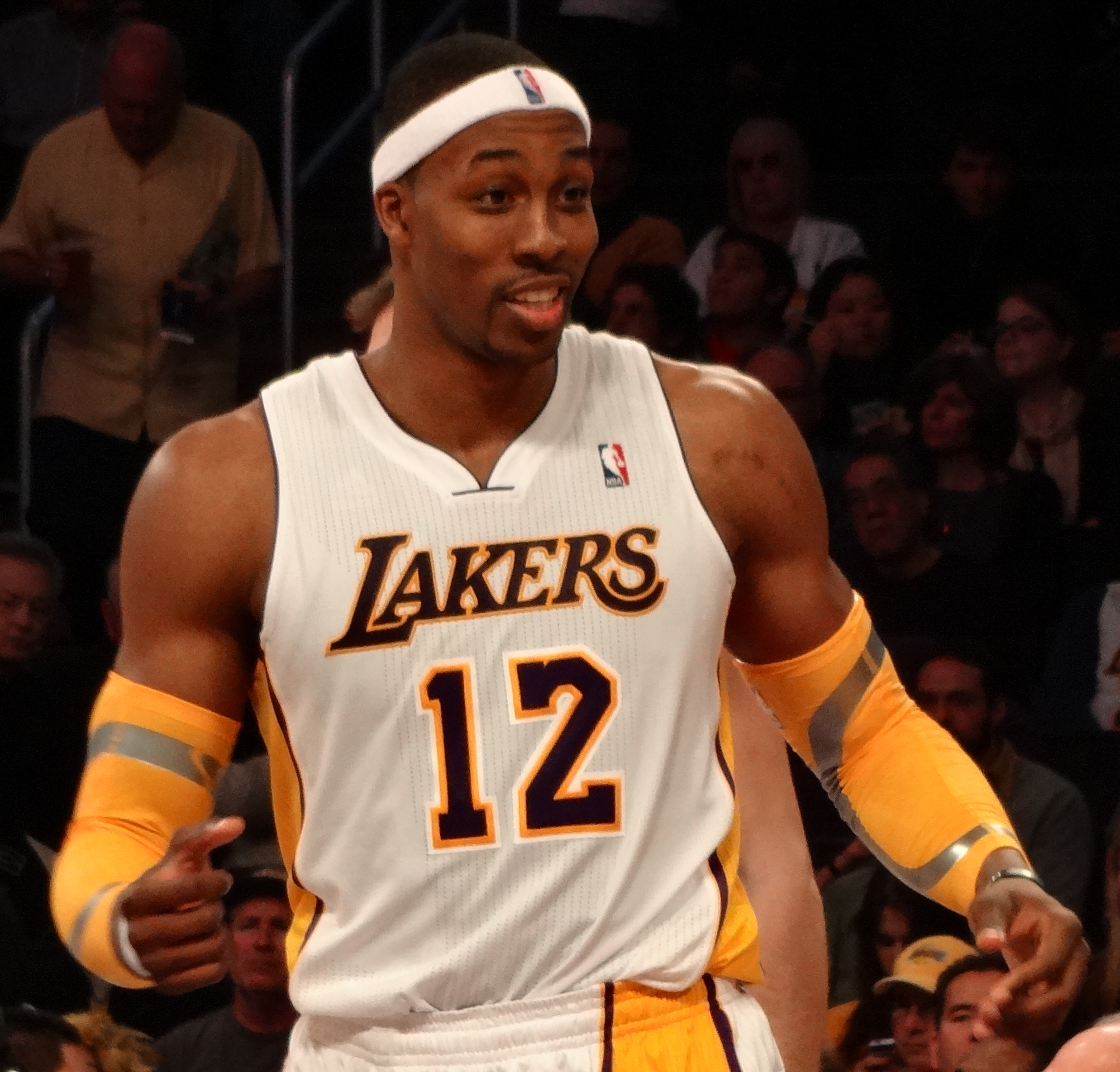
2013年湖人队时期的霍华德

虽然湖人队的阵容强大，但战术和配合都不好，队内伤病连连，赛季并不顺利。开局连败之后，湖人队解雇了布朗教练，聘请提倡“跑轰”战术的德安东尼执教，效果不佳，队内也有球权和领导地位的争执。

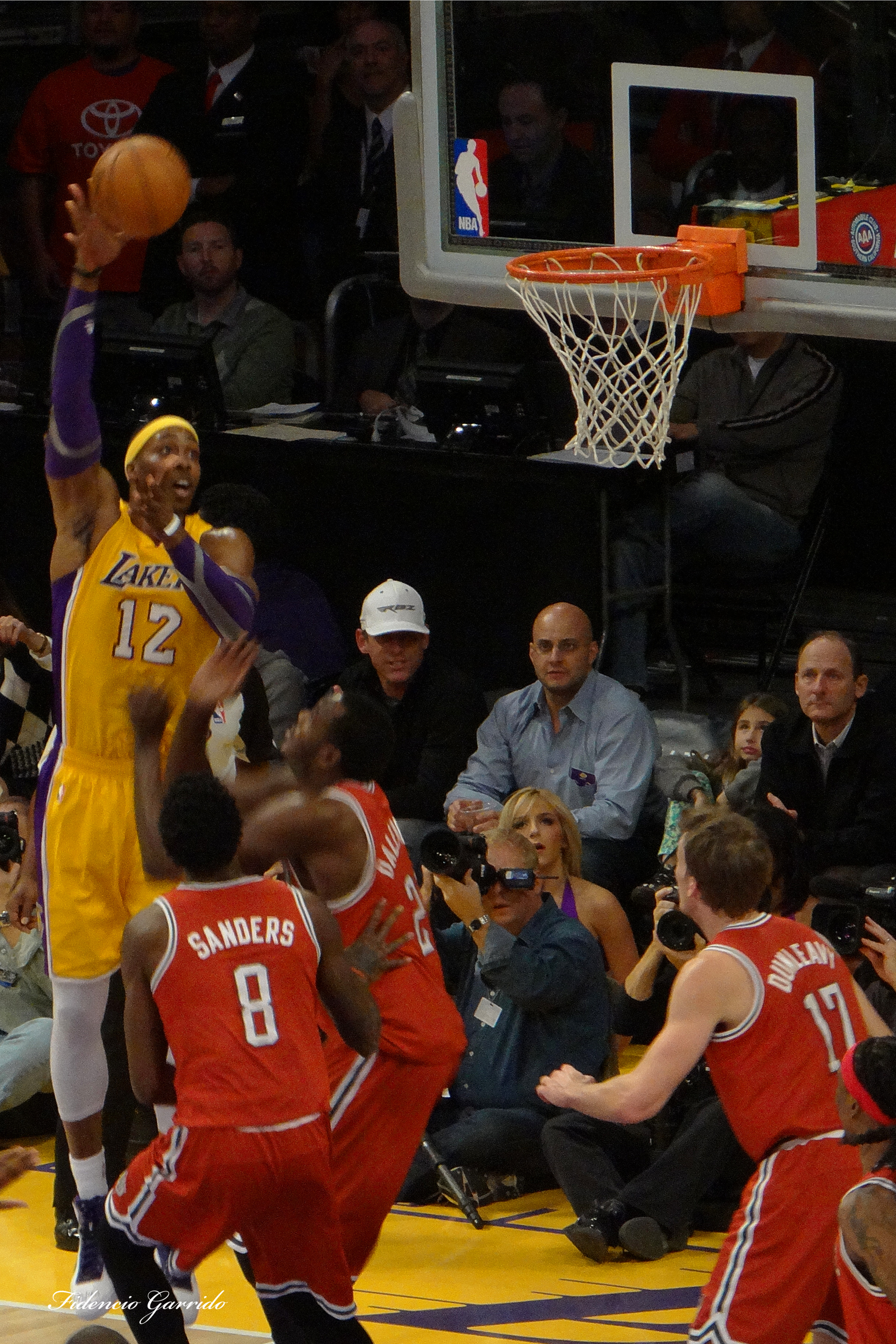
2013年霍华德对阵密尔沃基雄鹿时投篮

2013年4月13日對戰金州勇士隊，科比在比賽還剩下3分06秒時受傷離場。及後，科比確認跟腱三級斷裂，預計整個恢復期長達6到9個月的時間，這意謂著科比需要在下賽季初才能夠回到賽場。科比重傷對於正在衝擊季後賽的湖人顯然是一個沉重打擊。霍華德表示，湖人隊現在失去了科比，而他本人將會挺身而出肩負起領袖的重擔。記者問霍華德他是否會填補科比的領袖空缺，霍華德表示我將替代科比成為湖人的新一代領袖，帶領湖人奪得2013年總冠軍。霍華德在談到科比缺陣對湖人的影響時，表示「這就是他們為什麼將我招來的原因。」 
湖人队在常规赛最后阶段取得五连胜，以西部第七进入季后赛，然而队内缺兵少将，第一輪即被经验丰富的马刺队以4：0横扫出局。在与马刺的第三場比賽創下了湖人季後賽史上主場最大差距敗仗恥辱紀錄（31分），霍華德领到两次技术犯规离场。

##### 2013年转会风波

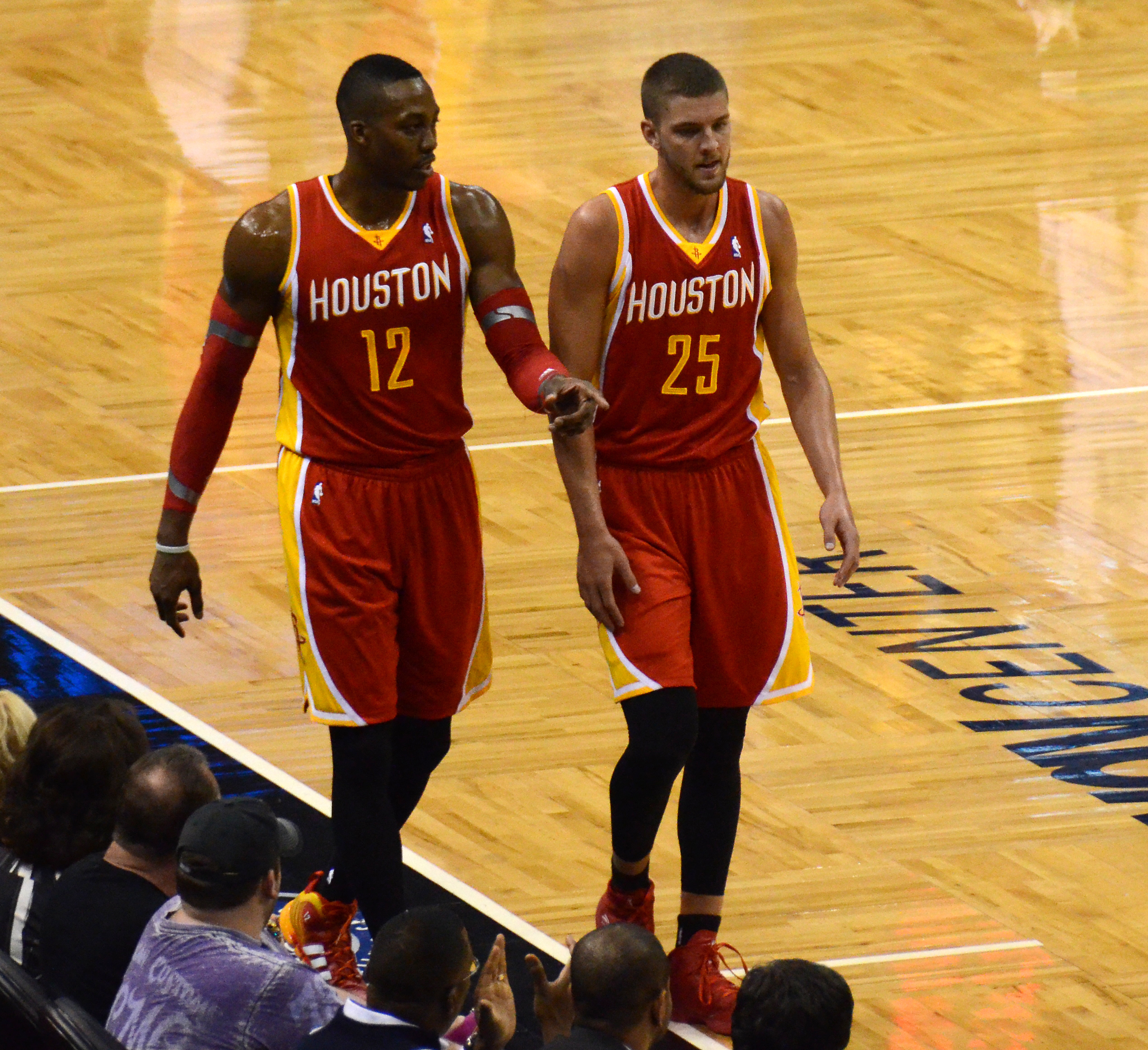
霍华德与火箭队友钱德勒·帕森斯

霍华德在2013年7月即可成为自由球员，而他尚未确定下赛季去向，引来洛杉矶湖人、休斯顿火箭、达拉斯小牛等球队追逐。预期他的下一份合同会高达5年1.18亿或4年9千万。但篮球评论员比尔西蒙斯认为他已过巅峰期，兼有腰伤和肩伤，这么大的投资是一种冒险。最終於2013年7月6日，他本人於推特表示將加入休斯頓火箭队。

### 休斯敦火箭（2013−2016）

#### 2013-2014赛季
2013年，霍华德加入火箭队后，与詹姆斯·哈登组成强力二人组。常规赛结束时，凭借场均18.3分，12.2个篮板入选该赛季NBA最佳阵容二队。季后赛中，霍华德贡献场均26分和13.7个篮板的优异表现，但火箭队却在首轮被波特兰开拓者以4-2淘汰。

#### 2014-2015赛季
霍华德在火箭队赛季初的11场比赛中出战10场，之后却因右膝受伤缺阵11场，直到12月13日对阵掘金队的比赛中复出，并拿下职业生涯第一万个篮板。然而，次年1月31日其，为治疗右膝损伤，他被强制要求继续休战至少1个月，共缺席了26场比赛。他于3月25日对阵新奥尔良鹈鹕的比赛中复出，但被教练凯文·麦克海尔限制上场17分钟，只取得4分和7个篮板，火箭队以95-93险胜。该赛季常规赛，霍华德仅出战41场比赛。火箭队在时隔二十年后首次取得了赛区冠军，并在季后赛闯入了西部决赛，但最终被金州勇士队4-1击败。

#### 2015-2016赛季
2015年11月4日，对阵魔术队的比赛中，霍华德得到23分，14个篮板。该场比赛中，他十投十中，弹无虚发，是2009年姚明在一场比赛中拿下十二投十二中后，火箭队首个完成十次以上出手并全部命中的球员。12月26日，霍华德取得职业生涯一万五千分，虽然火箭队输掉了该场对阵鹈鹕队的比赛。2016年1月18日，在输给了快船队的加时对决中，霍华德拿到36分和生涯新高的26个篮板的两双战绩，连续十场两双，也是他2012-2013赛季的14场两双之后的最好两双成绩。火箭队最终以西部第八的战绩搭上了季后赛末班车，然而首轮即遭遇刚创造73胜9负联盟历史最佳战绩的金州勇士队，毫无悬念的被勇士队4-1淘汰出局。

##### 2016年夏回到家乡球队
2016年6月22日，霍华德选择跳出合同，成为自由球员。7月12日，亚特兰大老鷹队與霍华德簽下3年7050萬美元的合約。

### 亚特兰大老鹰（2016−2017）
加入老鷹的第一場比賽，霍华德化身禁區守護神，全場攻下11分19籃板3阻攻，幫助主場球隊取得開幕戰勝利。霍华德光在上半場就搶下15記籃板，這是自2001年的迪肯贝·穆托姆博以來，再度有老鷹球員半場抓下15個籃板；而19個籃板也是老鷹自1983-84年以來的開幕戰單場最多籃板紀錄。
此外，霍华德全場19個籃板更是創下老鷹隊史球員首次登場最多籃板的紀錄；先前紀錄是由谢里夫·阿布杜-拉希姆所保持的18個籃板。

### 夏洛特黄蜂（2017−2018）
2017年6月20日，夏洛特黄蜂总经理邱瑞克宣布，老鷹和黃蜂達成一筆交易，老鷹送走「魔獸」霍華德還有第31順位選秀權，交易來黃蜂邁爾斯·普拉姆利、马科·贝里内利及第41順位選秀權。
隨後，黄蜂将中锋霍華德交易至篮网，得到季莫费-莫兹戈夫。随后根据雅虎记者Shams Charania报道，多位消息人士透露，黄蜂还将得到2个未来的次轮选秀权和部分现金。根据Woj报道，多位消息人士透露，黄蜂得到了篮网今年的次轮45号签和2021年的次轮选秀权。而霍華德則有意要買斷與籃網的合約，並計畫加盟勇士、塞爾蒂克以及鵜鶘。
霍華德在黃蜂時期也拿下30分30籃板的優質表現。

### 華盛頓巫師（2018−2019）
2018年7月12日，霍華德加盟巫師隊，然飽受傷勢困擾，整季僅出賽9場。2019年4月19日，霍華德執行球員選項，下季將續留巫師。2018-19賽季末，霍華德被巫師交易至曼菲斯灰熊，隨即被買斷。

### 洛杉磯湖人（2019−2020）
霍華德和湖人队签下一份1年260万美元的非保障合同。在2020年1月8日對上紐約尼克的比賽，霍華德創下了十三籃板五次阻攻 FG三投三中3分球一投一中的魔鬼數據，創下了一個里程碑。
在季後賽發揮出色的防守表現有效限制尼古拉·約基奇，是湖人隊成功自西區出線的關鍵因素，2020年10月12日，洛杉磯湖人在總冠軍賽第6戰擊敗邁阿密熱火，以4-2成功奪冠，獲得職業生涯第一座NBA總冠軍。

### 費城76人（2020−2021）
隨湖人奪冠後，霍華德以自由球員的身分與費城76人簽下一份1年256萬美元的合約，主要從板凳出發。

### 洛杉磯湖人（2021−2022）
2021年8月3日，霍華德決定再度重返湖人隊效力。

### 桃園永豐雲豹（2022−2023）

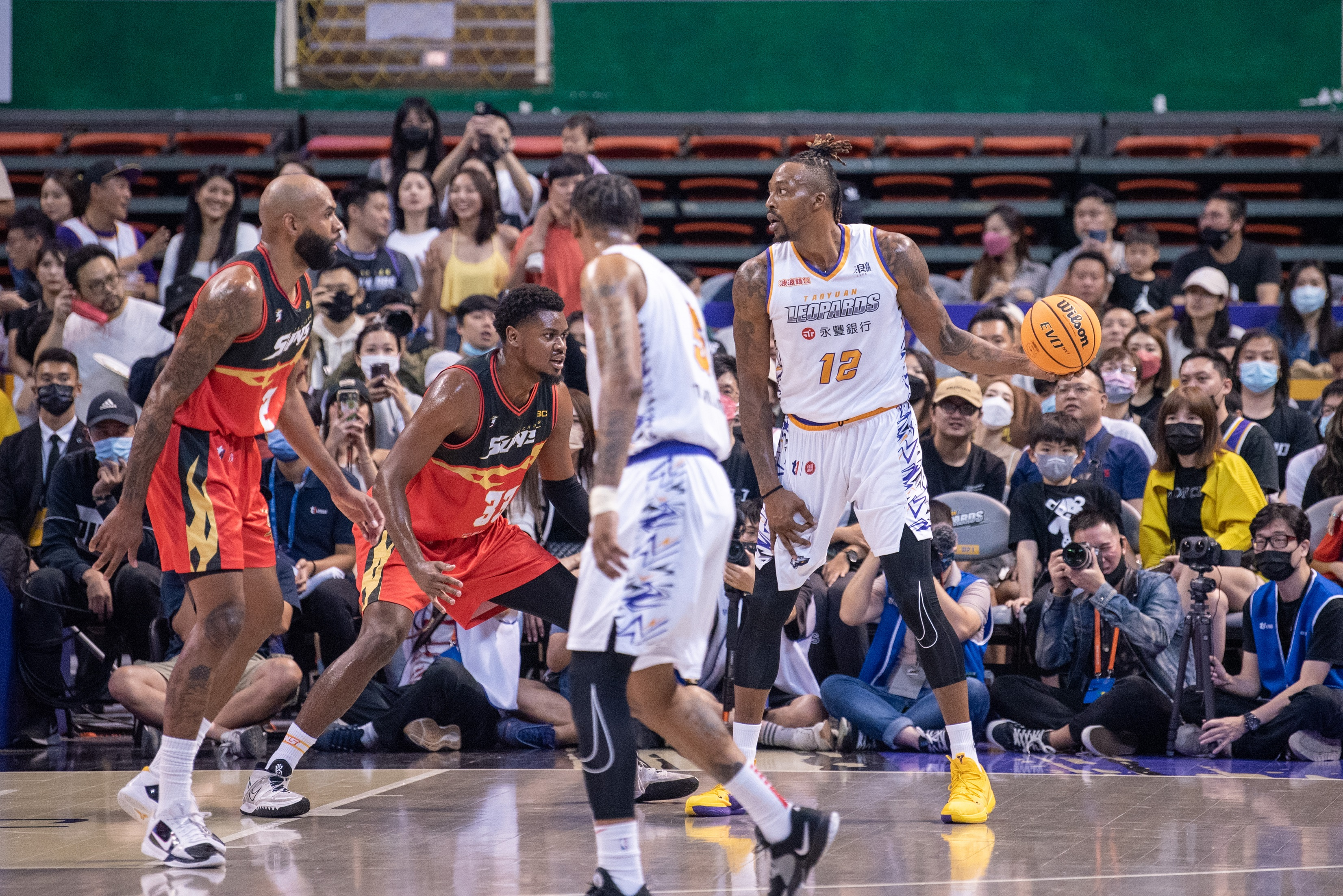
2022年效力桃園永豐雲豹的霍華德

2022年11月8日，霍華德加盟T1聯盟桃園永豐雲豹，月薪20萬美元以上。11月12日，霍華德在加盟記者會上選擇「霍華德」作為在臺灣的中文譯名。2023年2月12日，霍華德在對戰高雄全家海神的比賽中繳出28分、22籃板、14助攻的大三元表現。2月霍華德繳出場均28.2分、16.8籃板、7.8助攻的表現，在2023年3月8日獲選T1聯盟2022-23賽季2月最佳外援。最終霍華德代表桃園永豐雲豹出賽20場，場均表現為23.2分、16.2籃板、5助攻、1.2阻攻，這20場比賽球隊收下6勝14敗，場均16.2籃板抱走籃板王頭銜，並獲選年度防守第一隊、年度第一隊與年度最佳外援。

### Strong Group Athletics（2024）
2024年1月2日，《The Athletic》記者沙姆斯·查拉尼亞表示霍華德將代表菲律賓球隊Strong Group Athletics（SGA）參加於1月19日至27日舉行的杜拜國際籃球錦標賽（Dubai International Basketball Championship）。SGA總教練Charles Tiu向《拉普勒》證實該消息。1月29日，SGA在杜拜國際籃球錦標賽決賽中以77比74輸給贝鲁特体育，霍華德總計代表SGA出賽8場，場均表現為17.4分、10.3籃板。
2024年3月1日，霍華德加盟波多黎各職業籃球聯賽瓜伊納沃大都會。但霍華德沒有替球隊出賽過。

### 臺灣野馬（2024）
2024年5月30日，亞洲巡迴賽（The Asian Tournament）臺灣野馬（Taiwan Mustangs）宣布霍華德將代表球隊參加7月1日起在中國大陸河南鄭州舉行的第三站賽事，以及7月26日起在臺灣臺北開打的第四站賽事。8月6日，臺灣野馬拿下台北站冠軍。

## 國家隊生涯
霍华德在2006年3月被選為2006年及2008年奥运会美国篮球队球員。2006年世界男子篮球锦标赛代表美國出賽，奪得季軍。2008年夏季奧林匹克運動會籃球比賽男子組賽事中幫助美国奪得金牌。

## 球員風格
霍华德爆發力十足的彈跳力，可跳到40吋左右。2007年NBA灌篮大赛中，霍华德強大的跳躍力帶來現場的歡呼聲。2008年2月16日，霍华德在全明星周末的NBA灌篮大赛中，以数个高难度的动作以及幽默的风格夺得評審的一致好评，成为最终的灌篮大赛冠军，其中身穿超人裝的神奇一跳更是博得了满堂彩。霍华德就像已退役球員沙奎尔·奥尼尔一樣，有著力大無窮且幽默的大男孩性格令人注目。在2009年季後賽對上克里夫蘭騎士的東岸決賽中，霍华德曾經大力灌籃，結果砸壞計時器。

## 生涯亮點
- NBA全明星：2007-2014年
- 全NBA三隊：2007年
- 全NBA新秀一隊：2005年
- 全NBA一隊：2008年-2012年
- 最佳防守球員：2009年-2011年
- 全NBA防守一隊：2009年-2012年
- 籃板王：2008年(13.9)-2009年(13.2)-2010年（13.6）-2012年(14.5)
- 火鍋王：2009年(2.7)-2010年（2.2）
- 灌篮大赛冠军：2008年
- NBA史上最高到達點（12尺6吋）：2011年

## 生涯數據

### NBA

#### 例行賽
| 賽季     | 球隊         | GP    | GS    | MPG  | FG%   | 3P%  | FT%  | RPG   | APG | SPG | BPG  | PPG  |
| -------- | ------------ | ----- | ----- | ---- | ----- | ---- | ---- | ----- | --- | --- | ---- | ---- |
| 2004–05  | 奧蘭多魔術   | 82    | 82*   | 32.6 | .520  | .000 | .671 | 10.0  | .9  | .9  | 1.7  | 12.0 |
| 2005–06  | 奧蘭多魔術   | 82*   | 81    | 36.8 | .531  | .000 | .595 | 12.5  | 1.5 | .8  | 1.4  | 15.8 |
| 2006–07  | 奧蘭多魔術   | 82*   | 82*   | 36.9 | .603  | .500 | .586 | 12.3  | 1.9 | .9  | 1.9  | 17.6 |
| 2007–08  | 奧蘭多魔術   | 82*   | 82*   | 37.7 | .599  | .000 | .590 | 14.2* | 1.3 | .9  | 2.1  | 20.7 |
| 2008–09  | 奧蘭多魔術   | 79    | 79    | 35.7 | .572  | .000 | .594 | 13.8* | 1.4 | 1.0 | 2.9* | 20.6 |
| 2009–10  | 奧蘭多魔術   | 82*   | 82*   | 34.7 | .612* | .000 | .592 | 13.2* | 1.8 | .9  | 2.8* | 18.3 |
| 2010–11  | 奧蘭多魔術   | 78    | 78    | 37.5 | .593  | .000 | .596 | 14.1  | 1.4 | 1.4 | 2.4  | 22.9 |
| 2011–12  | 奧蘭多魔術   | 54    | 54    | 38.3 | .573  | .000 | .491 | 14.5* | 1.9 | 1.5 | 2.1  | 20.6 |
| 2012–13  | 洛杉磯湖人   | 76    | 76    | 35.8 | .578  | .167 | .492 | 12.4* | 1.4 | 1.1 | 2.4  | 17.1 |
| 2013–14  | 休士頓火箭   | 71    | 71    | 33.7 | .591  | .286 | .547 | 12.2  | 1.8 | .8  | 1.8  | 18.3 |
| 2014–15  | 休士頓火箭   | 41    | 41    | 29.8 | .593  | .500 | .528 | 10.5  | 1.2 | .7  | 1.3  | 15.8 |
| 2015–16  | 休士頓火箭   | 71    | 71    | 32.1 | .620  | .000 | .489 | 11.8  | 1.4 | 1.0 | 1.6  | 13.7 |
| 2016–17  | 亞特蘭大老鷹 | 74    | 74    | 29.7 | .633  | .000 | .533 | 12.7  | 1.4 | .9  | 1.2  | 13.5 |
| 2017–18  | 夏洛特黃蜂   | 81    | 81    | 30.4 | .555  | .143 | .574 | 12.5  | 1.3 | .6  | 1.6  | 16.6 |
| 2018–19  | 華盛頓巫師   | 9     | 9     | 25.6 | .623  | .000 | .604 | 9.2   | .4  | .8  | 0.4  | 15.8 |
| 2019–20† | 洛杉磯湖人   | 69    | 2     | 18.9 | .729  | .600 | .514 | 7.3   | 0.7 | .4  | 1.1  | 7.5  |
| 2020–21  | 費城76人     | 69    | 6     | 17.3 | .587  | .250 | .576 | 8.4   | 0.9 | .4  | 0.9  | 7.0  |
| 2021–22  | 洛杉磯湖人   | 60    | 27    | 16.2 | .612  | .533 | .658 | 5.9   | .6  | .6  | .6   | 6.2  |
| 生涯總計 | 生涯總計     | 1,242 | 1,078 | 31.8 | .587  | .214 | .567 | 11.8  | 1.3 | .9  | 1.8  | 15.7 |
| 明星賽   | 明星賽       | 8     | 6     | 23.3 | .642  | .154 | .450 | 8.8   | 1.5 | .6  | 1.1  | 12.1 |

#### 季後賽
| 賽季     | 球隊         | GP  | GS  | MPG  | FG%  | 3P%  | FT%  | RPG  | APG | SPG | BPG | PPG  |
| -------- | ------------ | --- | --- | ---- | ---- | ---- | ---- | ---- | --- | --- | --- | ---- |
| 2007     | 奧蘭多魔術   | 4   | 4   | 41.8 | .548 | .000 | .455 | 14.8 | 1.8 | .5  | 1.0 | 15.3 |
| 2008     | 奧蘭多魔術   | 10  | 10  | 42.1 | .581 | .000 | .542 | 15.8 | 0.9 | .8  | 3.4 | 18.9 |
| 2009     | 奧蘭多魔術   | 23  | 23  | 39.3 | .601 | .000 | .636 | 15.3 | 1.9 | .9  | 2.6 | 20.3 |
| 2010     | 奧蘭多魔術   | 14  | 14  | 35.5 | .614 | .000 | .519 | 11.1 | 1.4 | .8  | 3.5 | 18.1 |
| 2011     | 奧蘭多魔術   | 6   | 6   | 43.0 | .630 | .000 | .682 | 15.5 | 0.5 | .7  | 1.8 | 27.0 |
| 2013     | 洛杉磯湖人   | 4   | 4   | 31.5 | .619 | .000 | .444 | 10.8 | 1.0 | .5  | 2.0 | 17.0 |
| 2014     | 休士頓火箭   | 6   | 6   | 38.5 | .547 | .000 | .625 | 13.7 | 1.8 | .7  | 2.8 | 26.0 |
| 2015     | 休士頓火箭   | 17  | 17  | 33.8 | .577 | .000 | .412 | 14.0 | 1.2 | 1.4 | 2.3 | 16.4 |
| 2016     | 休士頓火箭   | 5   | 5   | 36.0 | .542 | .000 | .368 | 14.0 | 1.6 | .8  | 1.4 | 13.2 |
| 2017     | 亞特蘭大老鷹 | 6   | 6   | 26.1 | .500 | .000 | .632 | 10.7 | 1.3 | 1.0 | .8  | 8.0  |
| 2020†    | 洛杉磯湖人   | 18  | 7   | 15.7 | .684 | .500 | .556 | 4.6  | 0.5 | .4  | 0.4 | 5.8  |
| 2021     | 費城76人     | 12  | 0   | 12.4 | .533 | .000 | .600 | 6.3  | 0.7 | .2  | 0.5 | 4.7  |
| 生涯總計 | 生涯總計     | 125 | 102 | 31.6 | .589 | .143 | .548 | 11.8 | 1.2 | .8  | 2.0 | 15.3 |

### T1聯盟
例行賽
| 賽季    | 球隊         | GP | MPG   | 2P% | 3P%  | FT%  | RPG  | APG | SPG | BPG | PPG  |
| ------- | ------------ | -- | ----- | --- | ---- | ---- | ---- | --- | --- | --- | ---- |
| 2022–23 | 桃園永豐雲豹 | 20 | 34:23 | 50  | 22.9 | 69.1 | 16.2 | 5.0 | 0.5 | 1.2 | 23.2 |

## 争议
2023年5月10日，霍华德与中华民国副总统赖清德拍摄广告“来总统府住一晚上”，在这支短片中他兴奋地表示自己对台湾的热爱，并称台湾为国家（country）。此举引发中国网友的强烈反对。5月12日，霍华德对此事表示歉意，称“country”一词不一定表示国家，此事是沟通方式不同造成的误会，並表示他沒有要傷害誰，也不想涉入政治，並認為自己有言論自由。国台办發言人對霍華德的言論表示，有关人士应多补补课。

## 外部連結
- 官方网站
- 迪韋特·侯活的Facebook專頁
- 迪韋特·侯活的Instagram帳戶
- 迪韋特·侯活的X（前Twitter）
- 德怀特·霍华德在fiba.basketball（英语）
- 德怀特·霍华德在archive.fiba.com（存檔）（英语）
- 德怀特·霍华德在NBA官網（英语）
- 德怀特·霍华德在Basketball-Reference.com（NBA）（英语）
- 德怀特·霍华德在Basketball-Reference.com（國際）（英语）
- 德怀特·霍华德在ESPN（NBA）（英语）
- 德怀特·霍华德在Eurobasket.com（球員）（英语）
- 德怀特·霍华德在Proballers（英语）
- 德怀特·霍华德在RealGM（英语）
- 德怀特·霍华德在Olympedia（英语）